# Головино (Псковская область)
Головино́ — деревня в Дновском районе Псковской области. Входит в состав Искровской волости.
Расположена на берегу реки Белка, в 24 км к югу от районного центра, города Дно, западнее деревень Симоново и Хотовань.

## Население
| 2001 | 2002 | 2010 |
| ---- | ---- | ---- |
| 16   | ↘13  | ↘11  |

## История
До 2005 года входила в состав ныне упразднённой Голубовской волости (с центром в д. Заклинье), с 2006 до 2015 года — в состав Гавровской волости.